# Tatobotys amoyalis
Tatobotys amoyalis là một loài bướm đêm trong họ Crambidae.